# Jean Dubreuil
Pour les articles homonymes, voir Jean Dubreuil (homonymie).
Jean Dubreuil, né le 24 octobre 1920 à Tours et mort le 15 mai 2008, est un peintre français.
Son travail tourne principalement autour de la nature. Son art « est la continuité d'une longue tradition picturale et poétique qui cependant n'ignore rien de tous les acquis plastiques novateurs ».

## Biographie

### La Touraine et Paris: 1920-1939

#### Tours: 1920-1937. Une vocation précoce
Jean Dubreuil rencontre à 10 ans le directeur de l’École des Beaux-Arts de Tours qui le fera rentrer dans son établissement par une dérogation, vu son travail précoce. Il apprend à dessiner les « antiques », réalise ses premiers portraits et à 17 ans se consacre entièrement à la peinture, étudie l'anatomie et le modelage.
Il contemple les bords de l'Indre, fréquente le conservatoire de musique. L'été il part pour la Bretagne où il peint des marines. Il fait trois voyages à Paris pour voir de grandes expositions et visite l'Italie.
Si les parents de Jean Dubreuil n'étaient pas des artistes, ils lui ont transmis leur goût intense pour la nature. Ainsi qu'il l'écrit : « Je bénis mon père de m'avoir souri sous les averses. Il était, nous étions, parfois trempés jusqu'aux os sur nos bicyclettes, il était rayonnant, comblé de nature. Ma mère irradiait aussi au retour de la campagne, les joues en feu, elle me souriait à travers les brassées de feuillage qu'elle rapportait comme un trésor. J'ai compris une fois pour toutes que le feuillage était aussi beau que les fleurs, aussi somptueux ».

#### Paris: 1938-1939. Les Beaux-Arts
En 1938, Jean Dubreuil est admis à l'École des Beaux-Arts de Paris où il remporte l'année suivante un concours de modèle vivant. Il suit les conseils d'Othon Friesz. Ami de Jean Carmet, il hante les coulisses des théâtres où il exécute études et affiches. Il réalise sept décors pour Jean Marchat puis les maquettes de Macbeth pour Louis Jouvet.

### Les années Marseille: 1940 - 1970
La guerre interrompt les projets de Jean Dubreuil. Avec son épouse et peintre Hélène, il s'installe à Cannes où Pierre Bonnard lui prodigue ses conseils. A Nice, Georges Wakhévitch lui passe commande pour la réalisation d'éléments de décors de films.
En 1942, il arrive à Marseille et se fixe à Montolivet pendant 28 ans. Il côtoie à Montredon les protégés de Lily Pastré tels que Samson François, Clara Haskil, Christian Bérard ou Boris Kochno.
Entre 1942 et 1950 se précisent ses perceptions sur des sujets qu'il affectionnera toute sa vie : portraits, paysages, marines, natures mortes… Comme il l'explique : « je ne peins pas la nature que je regarde, je regarde la nature que je peins ». Il illustre Peer Gynt et des poèmes de Rimbaud et multiplie les expositions.
En 1951, échanges avec Albert Gleizes à Saint-Rémy-de-Provence, puis rencontre déterminante à Menton avec Jacques Villon qui suivra son travail pendant 14 ans : « Votre peinture m'a frappé », « et s'il est évident que vous aimez la peinture, il est non moins évident qu'elle vous aime… » L'influence de Villon est ressentie dans une série d'œuvres à la construction complexe et maîtrisée. Comme le souligne Frank Elgar, il « a singulièrement enrichi, voire dépassé, la méthode préconisée par Villon ».
En marge des courants en vogue, s'affirme son style propre ainsi défini dans les Muses : « une inspiration originale... ni abstrait ni figuratif, son art tend à l'immatérialité poétique ». Jean Ballard l'évoque ainsi : « Cette unité qu'un œil ordinaire ne peut voir dans le décor sensible, lui l'aperçoit dans le monde de la lumière... C'est pourquoi regarder ses toiles c'est entrer dans un monde attachant de reflets et de transparences, sans inertie et sans sommeil, habité d'une vie secrète qui ne cesse plus de nous émouvoir, d'un monde pourtant si réel qu'on ne peut l'oublier ». À cela Dubreuil semble répondre en écho : « je peins ce que je vois et ce qui ne se voit pas, la chose et ce qui est derrière la chose ». La peinture est pour lui « cette longue et interminable caresse à l'insaisissable ». 
Entre 1951 et 1970, s'enchaînent prix (Lauréat de la Biennale de Menton 1951, 1er prix de l'Union méditerranéenne d'Art moderne 1952, Prix Conté-Carrière Paris 1954, Grand prix de Marseille 1956, Grand prix de la ville de Toulon 1959 Prix spécial du jury, Biennale de Trouville 1966) et acquisitions publiques et privées. En 1963, la création d'un vitrail pour Saint-Gobain complète la recherche picturale prolongée par un travail d'écriture qui ne cessera plus.

### Retour à Paris: 1971 - 1990

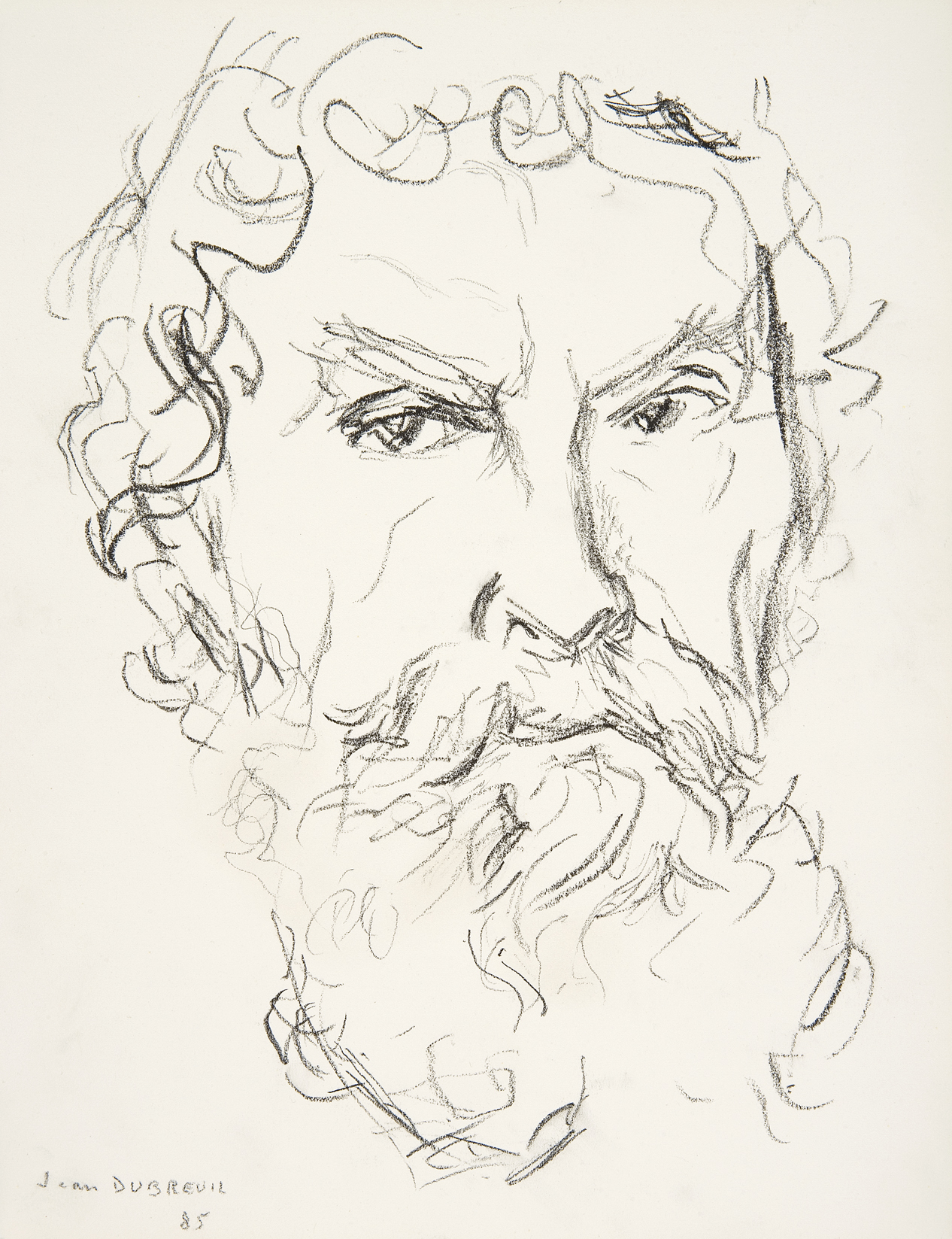
Autoportrait, 1985.

Tout en résidant à Marseille jusqu'en 1970, Jean Dubreuil va très régulièrement à Paris où il retrouve Jacques Villon à Puteaux et où des expositions particulières sont organisées à la galerie Saint-Placide en 1962, à la galerie Henri Bénézit rue de Miromesnil en 1966, à la galerie André Pacitti rue du Faubourg Saint-Honoré en 1969.
Jean Cassou, conservateur du Musée national d'art moderne, René Huyghe, ancien conservateur en chef des peintures au Louvre, professeur au Collège de France suivent son évolution. Ce dernier lui écrit « À Jean Dubreuil dont je suis depuis tant d'années la sûre montée dans ce monde de l'art ». En 1967, les Amis du Musée d'Art moderne font l'acquisition d'une toile, Automne, pour en faire don au Musée.

#### 1971 - 1980: Lumière et grands formats
En 1971, Jean Dubreuil s'installe à Paris avec Brigitte, sa nouvelle et dernière épouse. Ils habitent d'abord sur l'Île Saint-Louis puis l'année suivante avenue de Villiers dans le 17e arrondissement. De fréquents séjours dans leur maison de campagne à Rémy dans l'Oise permettent à l'artiste d'avoir un contact direct avec les éléments.

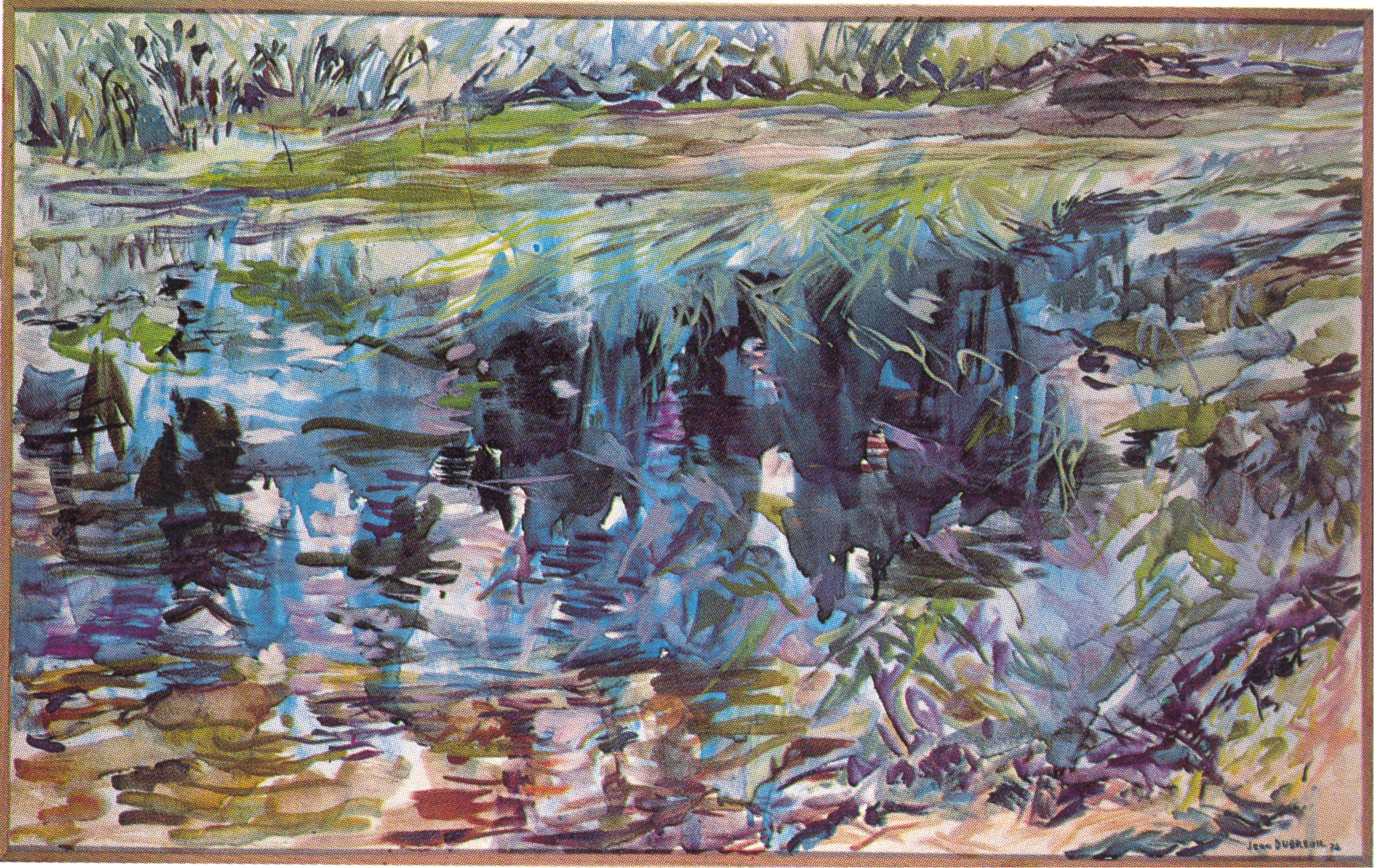
Ruisseau, 1974.

Il peint son verger, le feu dans la cheminée, la brume, rivières et forêts.
C'est le début d'une époque de grands formats où la facture s'est assouplie et la palette s'est éclaircie. Il crée aussi de petites natures mortes, dessine pour l'Opéra de Paris, illustre le Courrier des Messageries Maritimes, réalise des affiches pour la Ville de Paris.
En 1972, il est invité par l'Ambassade de France au Japon avec deux autres peintres pour représenter la France à Tokyo et dans les grandes villes japonaises pendant 6 mois. En 1973, des expositions personnelles lui sont consacrées, d'abord à Milan et Turin puis à Paris Galerie Pacitti.
Jean Dubreuil participe aux biennales d'Aix-en-Provence. En 1977, Louis Malbos, conservateur du musée Granet, le remercie « pour l'œuvre poursuivie dans la méditation des authentiques ».

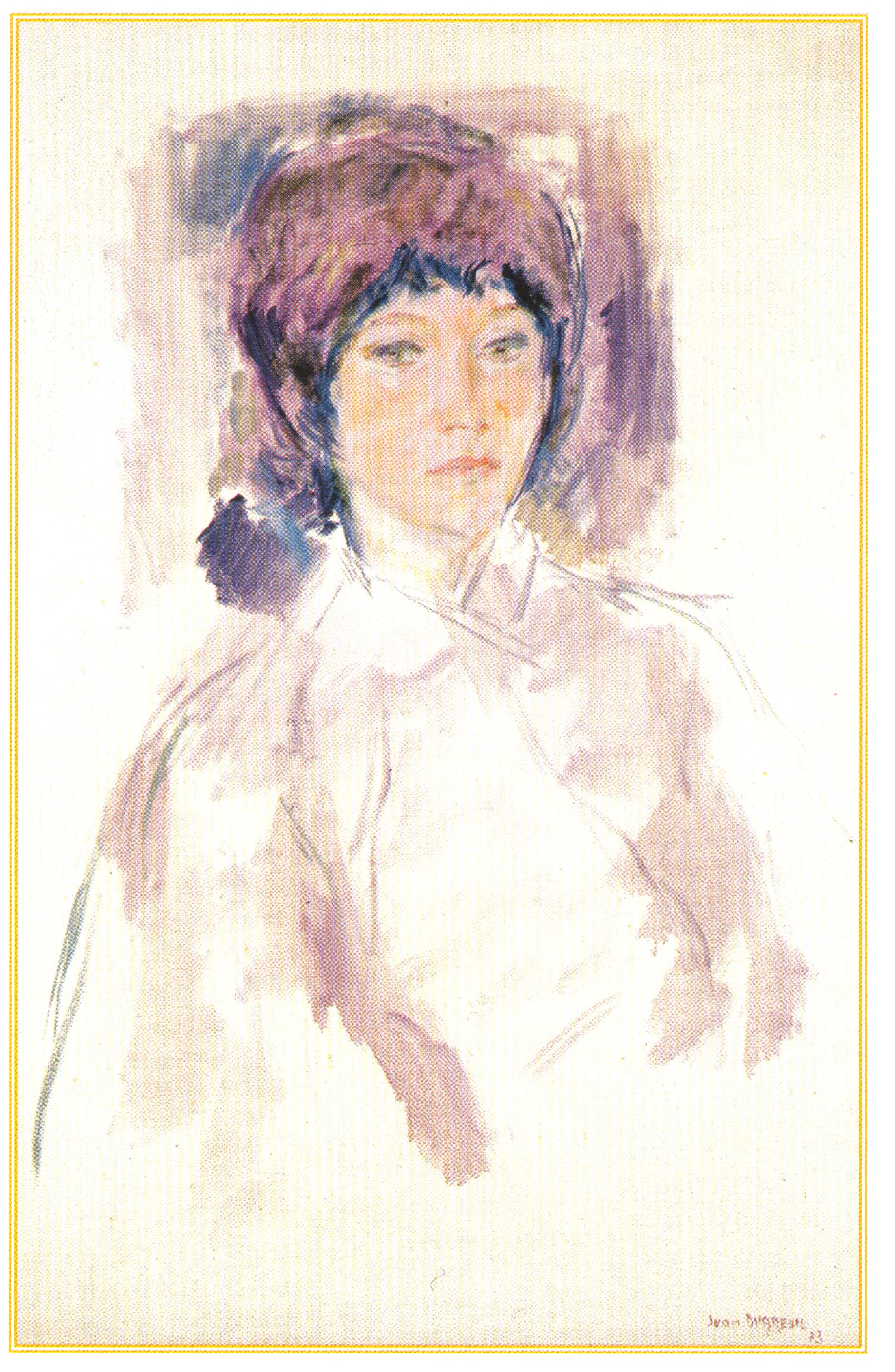
Portrait bleu, 1973.

En 1978, le cirque lui inspire d'une part des toiles de grande dimension : fauves, clowns, acrobates ou écuyères, et d'autre part des pastels pris sur le vif sous les chapiteaux. Radio France l'invite dans le cadre de l'exposition « Noël au cirque » à la Maison de la Radio.
En 1979, une exposition de ses dix dernières années de peinture est présentée au Centre culturel Thibaud de Champagne à Troyes. Elle réunit quatre-vingt-dix œuvres. La même année, le Portrait bleu est accroché à côté d'un Dufy à « La famille des Portraits » organisée à Paris au Musée des arts décoratifs de Paris par François Mathey, conservateur en chef qui écrit à cette occasion « … rétrospectivement, je regrette de n'avoir pas connu Jean Dubreuil plus tôt. Ainsi nous sommes gens de musée, nous croyons savoir et nous découvrons toujours trop tard que la création se fait hors de nous, à côté de nous, obscurément. Qu'il me soit simplement tenu compte de l'avoir reconnu. Il vaut mieux avoir l'esprit de l'escalier que pas d'esprit du tout ».
En 1980, c'est pendant deux mois et demi la rétrospective « 35 ans de peinture » au Musée d'Arras, suivie de l'acquisition par la Ville de Paris de la toile Toits de Paris vus des Butte Chaumont, destinée au Musée Carnavalet.
Cette période est ponctuée de nombreux voyages en France comme à l'étranger, de l’Égypte au Mexique et au Guatemala en passant par le bassin méditerranéen et l'Irlande, au cours desquels il dessine et peint les mers et les océans, les fleuves, les lochs et les montagnes.

#### 1981-1990: fluidité et transparence
En 1981, Jean Dubreuil se rend à Abu-Dhabi pour deux expositions particulières sous l'égide de l'Ambassade de France aux Émirats arabes unis, qui lui commande une toile de 14 mètres de long sur le thème des fonds sous-marins pour la Maison de la culture française d'Abu-Dhabi. Avant son départ pour les Émirats, cette œuvre sera montrée à Paris en mai 1982 à Bagatelle lors de l'exposition au Trianon que les Affaires culturelles de la Ville de Paris consacrent à l'artiste sur la période 1970-1981. Cette présentation suscite une commande du Ministère des Finances sur ce thème des fonds sous-marins. La toile de 10 mètres de long est destinée à l'UGAP à Montpellier.

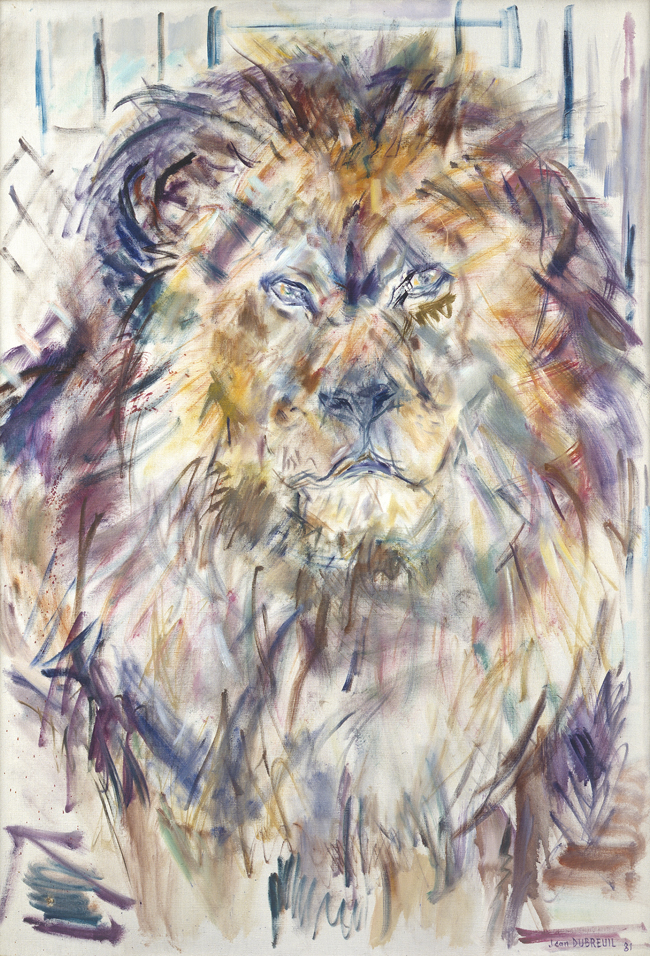
Simba, 1981.

Ces immenses compositions permettent à Jean Dubreuil de déployer son art très vivant, fait de signes qui se répondent, de jeu de couleurs, de relativité des tons. Après Bagatelle, où il peint sa fleur de prédilection, l'iris, qu'il veut « suggérer avec précision », ce sont les serres tropicales d'Auteuil. Ses volières, ses carpes japonaises, ses lotus et ses orchidées lui inspirent une peinture de plus en plus fluide et transparente. Avant de peindre en quelques heures sa toile sans repentir ni reprise, il se concentre, fait le vide. Jean Dubreuil développe également une autre facette de son œuvre : le portrait, ce qui est une gageure dans ces années là, sur un fond blanc pour laisser de l’air autour de la toile. Il capte le regard des musiciens, hommes et femmes de tous les continents, artistes de ce cirque qu'il continue à peindre, le regard des lions, des singes ou du pélican…
À Paris, des expositions particulières sur l'Irlande sont présentées en 1985 à la Sorbonne pendant le colloque Berkeley, et en 1986 à l'ENA rue de l'Université. Elles regroupent les paysages que Jean Dubreuil a peint en 1975 au Connemara et les portraits d'Irlandais qu'il a réalisés par la suite.
Durant ces années, il multiplie les voyages autour du globe : au Pérou, en Bolivie, en Polynésie, et particulièrement en Asie (Indonésie, Inde, Thaïlande, Chine, Japon).

### Neuilly-sur-Seine: 1991-2008
En 1991, Jean Dubreuil se fixe avec Brigitte à Neuilly-sur-Seine. Il s'adonne à la pratique de l'aquarelle et retourne régulièrement en Bretagne ; à Belle-Île-en-Mer, il peint en 1995 et 1998 de grandes toiles aériennes où s'exprime son sens de l'espace. Ainsi qu'il l'a expliqué « c'est la lumière, son dosage qui fait l'unité de la peinture ». Il aime « que la nature change, cela permet de faire une synthèse » et que les blancs qu'il laisse intacts « soient entourées de telle manière qu'ils paraissent tous différents ». Citant Toulouse-Lautrec, il veut « faire le maximum de choses avec le minimum de moyens ».
Parallèlement, textes sur l'art, pensées et surtout poèmes voués à l'amour des êtres et des choses se succèdent. Pour Fly de Latour, « il écrivait comme il peignait. Poétiquement. Il inventait des mots il jouait avec la langue et les idées il s'amusait. Librement. Sa liberté il la savourait aussi bien dans l'espace restreint d'un rectangle de toile que sur celui d'une feuille de papier ».
En 1993, la mairie du 9e arrondissement de Paris organise une exposition qui réunit 57 œuvres de Jean Dubreuil et 11 sculptures d'Antoine Bourdelle. Toujours à Paris, le portrait de Bernard de Montgolfier entre dans les collections du Musée Carnavalet.
En 1997, exposition personnelle à Neuilly au Centre Arturo Lopez. Dans la Gazette de l'Hôtel Drouot, Marc Hérissé relève « les quelque 50 œuvres qui nous sont présentées témoignent toutes d'une maîtrise absolue du geste qu'on devine plein de brio, aisé, rapide : ce genre de brio qui ne se gagne qu'au prix de dizaines d'années de travail quotidien. Bien que seulement né en 1920, Dubreuil ne cesse, depuis soixante-sept années de peindre ou de dessiner. Il est comme ces vieux maîtres orientaux qui nous tracent une carpe en quelques secondes parce que leur main s'est exercée depuis plus d'un demi-siècle… ».
Jean Dubreuil meurt le 15 mai 2008 à son domicile.

## Collections publiques
- Musée national d'art moderne. Paris ;
- Musée Carnavalet. Paris ;
- Ministère des affaires étrangères ;
- Musée des Beaux-Arts. Lyon ;
- Musée Granet. Aix-en-provence ;
- Musée Calvet. Avignon ;
- Musée Cantini. Marseille ;
- Musée des Stes-Maries de la Mer ;
- Musée de Trouville.